# 馬永成 (明朝宦官)
馬永成，明武宗時的宦官。明朝八虎之一。
馬永成侍奉明武宗，在其即位后，與劉瑾、高鳳、羅祥、魏彬、丘聚、谷大用、張永等人均以舊恩得幸，人稱「八虎」。當時廷臣彈劾八虎，劉瑾假意獻忠，使得明武宗命劉瑾為司禮監，馬永成掌東廠，谷大用掌西廠。次日逼走內閣劉健、李東陽。
正德五年，安化王朱寘鐇以檄劉瑾罪而謀反，都御史楊一清、太監張永為總督，討伐。此時馬永成、谷大用已經對劉瑾十分怨恨。在張永平定叛亂后，呈上朱寘鐇檄，奏劉瑾不法事，使得明武宗下決心剷除劉瑾，其中馬永成亦協助其中。